# Cristóbal Henríquez Villagra
Cristóbal Henríquez Villagra (7 d'agost de 1996) és un jugador d'escacs xilè que té el títol de Gran Mestre des del 2017.
A la llista d'Elo de la FIDE del gener de 2020, hi tenia un Elo de 2603 punts, cosa que en feia el jugador número 1 (en actiu) de Xile. El seu màxim Elo va ser de 2603 punts, a la llista del gener de 2020 (posició 228 al rànquing mundial).

## Resultats destacats en competició
Va aconseguir el títol del Mestre Internacional després de guanyar el Campionat Panamericà de la joventut del 2013 jugat al Brasil.
Fou subcampió del Campionat de Xile de 2014, i el va guanyar el 2015. En el Campionat del Món Sub-18 de 2014 va acabar en empatat en tercera posició (el campió fou Olexander Bortnyk).
El 2015 va acabar en empatat en segona posició al zonal de la FIDE a Asunción, llavors va guanyar el play-off contra tres Grans Mestres per classificar-se per a la Copa del Món del 2015, on va causar la major sorpresa a la primera ronda en derrotar el Gran Mestre Borís Guélfand, però fou derrotat a la segona ronda per Julio Granda.
El juliol de 2016 fou campió de l'Obert de Barberà amb 7 punts de 9, els mateixos punts que Murali Karthikeyan i Daniel Gurevich però amb millor desempat.

### Participació en olimpíades d'escacs
Henríquez ha participat, representant Xile, a l'Olimpíada d'escacs de 2014 amb un resultat de (+6 =1 –2), per un 72,2% de la puntuació i una performance de 2524.